# Axel Brandt
Axel Brandt (* 19. Juli 1962 in Ulm) ist ein deutscher Maler.

## Leben
Brandt wuchs in Ulm auf, hier konnte er mit dem Jugendpreis der Künstlergilde Ulm in den Jahren 1982 und 1990 bereits erste Erfolge verbuchen. In den frühen 1980er Jahren war Brandt in der Friedensbewegung gegen die Stationierung von Pershing-Raketen sehr aktiv, was ihn vor allem zu Beginn seiner Karriere prägte.
Er studierte ab 1987 an der Kunstakademie Düsseldorf, die er als Meisterschüler von Dieter Krieg, einem Vertreter der Neuen Figuration, 1993 verließ. Seine Kunstrichtung lässt sich seit Jahren kontinuierlich auch bei Künstlern wie Sven Kroner, Andrea Bender, Robert Klümpen, Cornelius Völker oder Simone Lucas finden.
Seit seinem Studium lebt und arbeitet Axel Brandt in Düsseldorf.

## Werk

### Motivik
Während sich Brandt zu Beginn noch stark an Motiven seiner Jugend orientiere und seine Werke beispielsweise „Baumelnde Beine über behelmten Soldaten“ oder Skigebiete aus dem Pitztal zeigen, ging er mit seinem Umzug nach Düsseldorf im Jahr 1986 zu aktuelleren Thematiken über, die jedoch weiterhin politisch bleiben. Seien es im Jahr 2003 deutsche Autos, die als Insassen die Namen „Konrad“, „Adolf“ und „Helmut“ tragen, oder eine Auswahl der Präsidenten der USA im Jahr 2008, die nackt oder nur mit Handtüchern bekleidet, Waffen auf den Betrachter richten.
Danach werden seine Werke allerdings immer weniger offensichtlich politisch, seien es nun Plastiktüten im Jahr 2015 oder über zwei Meter große, nach dem Betrachter greifende Hände im Jahr 2010.
In den letzten Jahren beschäftigte und beschäftigt Brandt sich vor allem mit alltäglichen Gegenständen, die jedoch „niemals bloße Abbilder der Realität waren – sie waren immer malerische Inszenierungen von biologischen Wesenheiten ebenso wie von technischen Objekten und den vom Künstler dramatisierten Beziehungen zwischen diesen“.
Ein wichtiger Teil seines Werkes sind die von ihm gemalten „Blasmusiken“, sei es auf einem im Ozean treibenden Container oder einzelne Musiker auf einer grünen Wiese.

### Malweise und Material
Brandts Malweise zeichnet sich durch eine pastose Farbauftragung aus, dabei sind die entstandenen Werke mehrdeutige Abbildungen der Wirklichkeit. Er verwendet Öl, welches er gerade in den 1990er-Jahren häufig mit Holzmehl angedickt und mit einem Schlauch auf die Leinwand gepresst hat. Des Weiteren verwendet Brandt in seinen Werken häufig Acrylfarbe.

### Schiffsbau
1980, im Alter von 18 Jahren, begann Brandt zusammen mit seinem Bruder Ulrich Brandt eine Segeljacht selbst zu entwerfen und zu bauen, die er mit 59 Jahren fertig gestellt und im Sommer 2021 ins Wasser gelassen hat. Die Segelyacht sollte auch immer wieder in seinen Werken vorkommen. Zusammen mit Ruppe Koselleck, Thomas Putze, Franz Müller und Andreas Welzenbach hat Brandt auf diesem Schiff im Herbst 2021, gefördert durch das Format KulturFunke* der Possehl-Stiftung, eine Kunstfahrt in die Ostseehäfen Wismar, Rostock und Lübeck unternommen.

## Preise und Stipendien
- 1982: Förderpreis der Künstlergilde Ulm
- 1990: Förderpreis der Künstlergilde Ulm
- 1993: Markus Lüpertz Preis der Kunstakademie Düsseldorf
- 1994: Graduiertenstipendium des Landes Nordrhein-Westfalen
- 1994: Kunstförderpreis der Landeshauptstadt Düsseldorf
- 1998: Stipendium der Kunststiftung Baden-Württemberg
- 2017: Porträtauftrag des ehemaligen Ulmer Oberbürgermeisters Ivo Gönner
- 2020: Projektstipendium des Kunstfonds/Neustart Kultur für die Fertigstellung der Segeljacht
- 2021: kulturFunke* der Possehl-Stiftung

## Einzelausstellungen (Auswahl)
- 1994

1. Salzwasser, im Treppenhaus Gmyrek Studio Düsseldorf

- 1995

1. Mahlzeit, Kunstraum Düsseldorf (mit Markus Ambach)
2. Mahlzeit, Iveco Magirus Werkskantine Ulm

- 1996

1. 4 Bilder für Spiegel Buch, Franz Spiegel Ulm

- 1999

1. Haus der Kunststiftung Baden-Württemberg Stuttgart (mit Christian Möller)

- 2000

1. Heimat, Löfflerhaus Gotha
2. Heimat, Alte Börse/Handwerkskammer Duisburg

- 2001

1. Galerie für Zeitkunst Bamberg
2. Musikstücke, Galerie von Braunbehrens München

- 2002

1. Wir machen Musik bis uns der Kopf fehlt, Museum Voswinckelshof Dinslaken
2. Galerie + Edition Heidrun Luther Dinslaken
3. Galerie Peter Tedden Düsseldorf
4. Stadthaus Ulm (mit Ines Schaber)

- 2003

1. Schwarz Rot Gold, Galerie Peter Tedden Düsseldorf

- 2004

1. Galerie Alfred Knecht Karlsruhe (mit Simone Lucas)
2. Gib Gas, Kunstverein Siegburg
3. Ludwigs Welt, Galerie der Stadt Kaarst
4. Galerie Heidrun Luther Dinslaken

- 2005

1. Schnee, Galerie Peter Tedden Düsseldorf
2. Bilder, Regionalmuseum Xanten
3. im Osten geht die Sonne auf, Forum Kunst Rottweil

- 2007

1. Galerie Alfred Knecht Karlsruhe (mit Simone Lucas)
2. Andechser Gefühl, Malkasten Düsseldorf (mit Walter Dahn)
3. wg3zkb, Malkasten Düsseldorf

- 2008

1. sms 2008, Knollart Warthausen Oberhöfen
2. sms 2008, Galerie Tedden Düsseldorf (mit Lothar Seruset)
3. outlet kroos plus, Galerie Tedden Düsseldorf
4. Galerie Elisabeth Schwarz Berlin

- 2009

1. Skifahrer, Knoll.art Lech

- 2010

1. die tun nix, Galerie Elisabeth Schwarz Berlin (mit Peter Kröning)
2. one artist show, Art Karlsruhe Peter Tedden
3. Galerie Knecht und Burster Karlsruhe mit Isa Dahl, Simone Lucas, Dieter Krieg, Melanie Richter

- 2011

1. Unschuld, Galerie Peter Tedden Düsseldorf

- 2012

1. Heartbeat, Galerie Knoll Warthausen Oberhöfen
2. Kartoffeluniversum, Städtisches Museum Wesel

- 2013

1. Hinterwald, Galerie Knecht und Burster Karlsruhe
2. Dicke Luft, Kunstverein Region Heinsberg

- 2014

1. Nobody loves you, Galerie Tedden Düsseldorf (mit Thomas Putze)
2. Ulm liebt Kunst, Münsterbauhütte Ulm

- 2015

1. Bildschweine, Kunstverein Radolfzell (mit Thomas Putze)

- 2016

1. Gut, dass ich ein Maler bin, Bibabuzze Düsseldorf (Lesung Ulrich Brandt)
2. Bürgermeisterportrait Rathaus (Ulm)
3. Dicker Pitter, Galerie Peter Tedden Düsseldorf (Lesung Ulrich Brandt)

- 2017

1. Kurzpassspiel, Galerie Knecht und Burster Karlsruhe (mit Thomas Putze und Andreas Welzenbach)
2. Heimspiel, Galerie Tobias Schrade Ulm

- 2019

1. Maler des Lichts, Galerie Tedden Düsseldorf

- 2020

1. Maler des Lichts, Galerie Knecht und Burster Karlsruhe

- 2022

1. Darßer Ort, Galerie Tedden Düsseldorf

### Zeitungsartikel (Auswahl)
- Zeitungsartikel der Westdeutschen Zeitung über Axel Brandt, erschienen am 29. April 2019.
- Zeitungsartikel der Aachener Zeitung über die Ausstellung Dicke Luft, erschienen am 9. September 2013.
- Zeitungsartikel der Südwest Presse über die Ausstellung Heimläuten, erschienen am 6. April 2017.
- Zeitungsartikel der Augsburger Allgemeinen über ein 2016 erstmal stattfindendes Festival des Künstlers, erschienen am 21. Juli 2019.
- Zeitungsartikel der Augsburger Allgemeinen über das von Brandt gebaute Schiff.
- Gabriele Uelsberg: Dicke Luft – Katalog Axel Brandt. Kunstmarkt.de, abgerufen am 20. Oktober 2022.

### Kataloge (Auswahl)
- Mahlzeit ISBN 3-924079-25-0, 1995
- Heimat, 2000
- Zuhören Hinschauen, 2002
- SMS 2008 ISBN 978-3-940985-01-9, 2008
- we shall overcome... some day ISBN 978-3-940985-07-1, 2009
- Dicke Luft ISBN 978-3-86678-850-3, 2013
- lets buy it... ISBN 978-3-7356-0320-3, 2017
- Maler des Lichts ISBN 978-3-940985-64-4, 2019
- art about shoes ISBN 978-3-86206-868-5, 2021
- Darßer Ort ISBN 978-3-940985-88-0, 2022